# Tehanu
Tehanu (Título original: Tehanu) libro del género de fantasía, fue publicado en 1990, es el cuarto libro de la serie de Terramar, de Ursula K. Le Guin. Ganó el Premio Nébula como mejor novela en 1990.
Originalmente se intituló Tehanu, el último libro de Terramar, aunque dejó de serlo tras la aparición, en 2001, de dos libros más del ciclo, Cuentos de Terramar y En el otro viento.

## Historia
La trama de Tehanu comienza inmediatamente después de La costa más lejana. Tenar, la sacerdotisa de Las tumbas de Atuan vive ahora en Gont y es la viuda del granjero Pedernal, con quien tuvo dos hijos. 
Al encontrarse sola en su casa medita constantemente acerca de su propia identidad. Hasta el momento en que adopta a una niña, a la que llama Therru, que sufrió serias quemaduras en el lado izquierdo de su cuerpo tras ser violentada por la gente con la que estaba.
Varios de los habitantes de la aldea temen y desprecian a la niña por sus cicatrices y los misterios que encierra su pasado. Therru a su vez es una niña taciturna e introvertida que desconfía de las personas a excepción de Tenar, su madre adoptiva. Juntas se trasladan hacia la casa de Ogión, el Silencioso, quien se encuentra enfermo y muere al día siguiente, diciéndole a Tenar que todo ha cambiado.
Más adelante Gavilán el Archimago de Terramar llega a la isla después de haber luchado contra Araña en Selidor. Agotado y falto de su poder mágico Gavilán se queda, con Tenar y la niña, en la casa de Ogión. 
Mientas el Rey Lebannen y los magos buscan un nuevo Archimago por una visión acerca de una mujer gontesca.
A causa de su valiosa perdida Gavilán manifiesta esquivez e incertidumbre y vaga por la montaña sumido en meditaciones. 
Therru, Tenar y Gavilán deberán aprender a aceptar y amar lo que poseen, en tanto un nuevo enemigo pone en peligro el Equilibrio de Terramar.

## Análisis
En Tehanu hay una sensibilidad más madura. Responde preguntas tales como por qué las mujeres no pueden ser magos, por qué algunos hombres se creen superiores a las mujeres, y qué les sucede a los héroes después de que sus búsquedas finalizan.
Otro tema en Tehanu es la transición de Gavilán: de un hombre de acción a un hombre pasivo. 
La magia tiene un papel mucho más pequeño en este libro que en los anteriores. 
Para los lectores más jóvenes Tehanu puede resultar más difícil que los primeros tres libros de Terramar.